# Estación de Thalwil
La estación de Thalwil es una estación ferroviaria de la comuna suiza de Thalwil, en el Cantón de Zúrich.

## Historia y ubicación
La estación se encuentra ubicada en la zona norte del núcleo urbano de Thalwil. Fue inaugurada en 1875 con la apertura de la línea férrea que recorre la margen izquierda del Lago de Zúrich, Zúrich - Pfäffikon SZ - Ziegelbrücke/Näfels-Mollis por parte del Schweizerischen Nordostbahn (NOB). Cuenta con un total de tres andenes, dos andenes centrales y otro lateral, por los que pasan cinco vías, a las que hay que sumar la existencia de varias vías toperas para el apartado y estacionamiento de material y otra vía pasante que suma un total de seis vías pasantes en la estación. Actualmente existe un nuevo edificio para adaptarse mejor a la demanda existente, y reemplazó al edificio original de la estación que databa de 1875.
En términos ferroviarios, la estación se sitúa en la línea Zúrich - Pfäffikon SZ - Ziegelbrücke, conocida como la línea de la margen izquierda del Lago de Zúrich. En el norte de la estación se sitúa la boca norte del túnel de base de Zimmerberg, que permite comunicar con Zúrich de una manera más rápida que por la línea convencional, y en el sur de la estación existe una bifurcación donde  nace la línea Thalwil - Zug. Sus dependencias ferroviarias colaterales son la estación de Rüschlikon hacia Zúrich, la estación de Oberrieden-Dorf en la línea de Zug y la estación de Oberrieden en dirección Ziegelbrücke.

## Servicios ferroviarios
Los servicios ferroviarios de esta estación están prestados por SBB-CFF-FFS:

### Larga distancia
- EC Hamburgo - Bremen - Diepholz - Osnabrück - Münster - Dortmund - Bochum - Essen - Duisburg - Düsseldorf - Colonia - Bonn - Coblenza - Maguncia - Mannheim - Karlsruhe - Baden-Baden - Friburgo de Brisgovia - Basilea SBB - Zúrich - Thalwil - Pfäffikon SZ - Ziegelbrücke - Sargans - Chur.
- EC Bruselas Sur - Ottignies - Gembloux - Namur - Ciney - Marloie - Jemelle - Libramont -	Marbehan - Arlon - Luxemburgo - Thionville - Metz - Estrasburgo - Sélestat - Colmar - Mulhouse - Basilea-SBB - Zúrich - Thalwil - Pfäffikon SZ - Ziegelbrücke - Sargans - Chur.
- IR Basilea SBB - Zúrich - Thalwil - Pfäffikon SZ - Ziegelbrücke - Sargans - Chur.
- IR Zúrich - Thalwil - Baar - Zug - Rotkreuz - Lucerna. Trenes cada hora en cada dirección.
- IR Zúrich Aeropuerto - Zúrich Oerlikon - Zúrich - Thalwil - Zug - Lucerna. Servicios cada hora por sentido.

### S-Bahn Zúrich
La estación está integrada dentro de la red de trenes de cercanías S-Bahn Zúrich, y en la que efectúan parada los trenes de varias líneas pertenecientes a S-Bahn Zúrich:
- S 2 Effretikon – Zúrich Aeropuerto – Zúrich HB – Pfäffikon SZ – Ziegelbrücke
- S 8 Weinfelden – Winterthur – Wallisellen – Zúrich HB – Thalwil – Pfäffikon SZ
- S 21 (Regensdorf-Watt – Oerlikon – Zúrich HB)
- S 24 Thayngen – Schaffhausen/Weinfelden – Winterthur – Zúrich Flughafen – Zúrich HB – Thalwil – Horgen Oberdorf – Zug
- S N8 Zúrich HB – Pfäffikon SZ – Lachen